# Pendarus franconiana
Pendarus franconiana är en insektsart som beskrevs av Ball 1903. Pendarus franconiana ingår i släktet Pendarus och familjen dvärgstritar. Inga underarter finns listade i Catalogue of Life.